# روبرت آدامز (مجدف)
روبرت آدامز هو مجدف كندي، ولد في 26 أكتوبر 1942 في سانت كاثرينز في كندا.

## وصلات خارجية
- روبرت آدامز على موقع الاتحاد الدولي للتجديف (الإنجليزية)
- روبرت آدامز على موقع اللجنة الأولمبية الدولية (الإنجليزية)
- روبرت آدامز على موقع أوليمبيديا (الإنجليزية)